# بدرلو
بدرلو هي قرية في مقاطعة تكاب، إيران. يقدر عدد سكانها بـ 105 نسمة بحسب إحصاء 2016.